# Все про Єву
«Все про Єву» (англ. All About Eve) — американський фільм-драма 1950 року, знятий Джозефом Манкевичем за власним сценарієм за мотивами оповідання «Мудрість Єви» американської акторки та письменниці Мері Орр, заснованого на історії австрійської акторки Елізабет Бергнер. Фільм отримав 14 номінацій «Оскар» (рекорд повторив тільки «Титанік» у 1997) і завоював 6 з них, включаючи премію за найкращий фільм. В історії кінематографа вважається класичним, у 1990 році був відібраний для зберігання в Національному реєстрі фільмів. У 1998 році «Все про Єву» зайняв 16-ту позицію в списку 100 найкращих фільмів Американського інституту кіномистецтва. На 1 березня 2024 року займав 139-ту позицію у списку 250 кращих фільмів за версією IMDb.
Бетті Девіс зіграла Марго Ченнінг, дуже знамениту, але старіючу зірку Бродвею. Енн Бакстер грає Єву Гантінгтон, молоду прихильницю Ченнінг, яка вкрадається в її життя і стає загрозою для її кар'єри та особистого життя. Також у фільмі знялися Джордж Сандерс, Селеста Голм, Гью Марлоу, Гарі Меррілл та Телма Ріттер. Це одна з перших картин Мерилін Монро.

## Основа
Оповідання Мері Орр «Мудрість Єви» засноване на реальній історії, що сталася з австрійською акторкою Елізабет Бергнер, яку часто називали «Гарбо на сцені». Оповідання було опубліковане в журналі «Cosmopolitan» у травні 1946, потім Орр написала на її основі радіоп'єсу, яка привернула увагу Джозефа Лео Манкевича.
Перша назва фільму «Мудрість Єви» змінювалося кілька разів: початкова — «Єва Гаррінгтон», потім перетворилася на «Найкращу роль», після цього був знайдений остаточний варіант — «Все про Єву».

## Сюжет
Фільм починається з вигаданої сцени вручення престижної театральної премії імені Сари Сіддонс молодій акторці Єві Гаррінгтон. Далі йдуть події, подані в ретроспекції.
Марго Ченнінг (Бетт Девіс) — одна з найбільших зірок Бродвею, але попри її неперевершений успіх, вік дає про себе знати. Після чергового вечірнього спектаклю вона знайомиться з молодою жінкою, Євою Гаррінгтон (Енн Бакстер). Єва запевняє, що вона — віддана прихильниця її таланту, і розповідає в компанії, що зібралася в гримерці Марго, що саме вона, Марго Ченнінг, надихнула її приїхати з Сан-Франциско до Нью-Йорку, після побаченої там її театральної вистави. Поступово у фільмі розкривається підступність Єви і її таємний намір відібрати в Марго Ченнінг все, чим вона дорожить: її коханця Біла Семпсона (Гарі Меррил), її друзів Карен Річард (Селеста Голм) та Лойда Річардса (Г'ю Марлов), її театральну кар'єру і славу.
Єва збирається витіснити Марго, ставши її дублеркою. Як тільки Марго не зможе вийти на сцену, вона має намір зробити це замість неї, продемонструвати свої переваги перед численними критиками. Її план провалюється, і вона вирішує шляхом шантажу отримати наступну роль, обіцяну Марго, не підозрюючи, що та сама вже не рада грати ролі, що не підходять для неї через вік.
Єва намагається піднятися в театральному світі, використовуючи допомогу театрального критика Едісона Девітта (Джордж Сандерс). Незадовго до прем'єри вистави з її участю вона посвячує Девітта у свій план — одружитися зі сценаристом Лойдом Річардсом (Г'ю Марлов) після його розлучення з дружиною Карен (Селеста Голм). Однак Девіт має власні плани щодо Єви. Він знає про неї все і погрожує розкрити всі таємниці Єви в пресі. Він розповідає про те, що було справжньою причиною її приїзду до Нью-Йорку з Сан-Франциско. Виявляється, Єва була змушена піти з роботи у броварні, коли дружина боса почула про зв'язок Єви з її чоловіком. Хоч Едісон і ображає Єву, водночас він захоплений нею і продовжує сприяти її кар'єрі.
Єві, тепер вже зірці Бродвею, вручають премію за виконану роль. Повернувшись додому, Єва застає у себе молоду прихильницю, яка пробралася до неї — і складається враження, що історія повториться спочатку.

## Цікаві факти
- Сценарист фільму Джозеф Манкевич почав свою кар'єру в 1929 році в Берліні; тоді він придумував титри для німих картин. На цю роботу його влаштував старший брат Герман Манкевич.
- Студія Fox придбала права на екранізацію оповідання за $ 3500.
- Кінозірка Бетт Девіс якось зізналася, що Манкевич врятував її кар'єру, подарувавши їй таку роль.

## Кадри з фільму

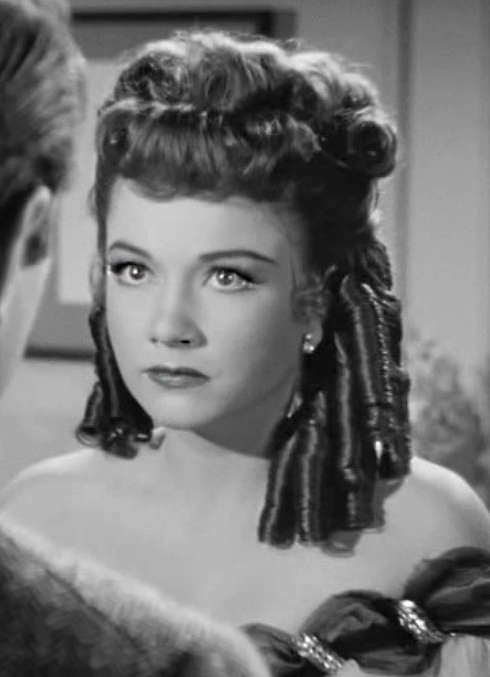
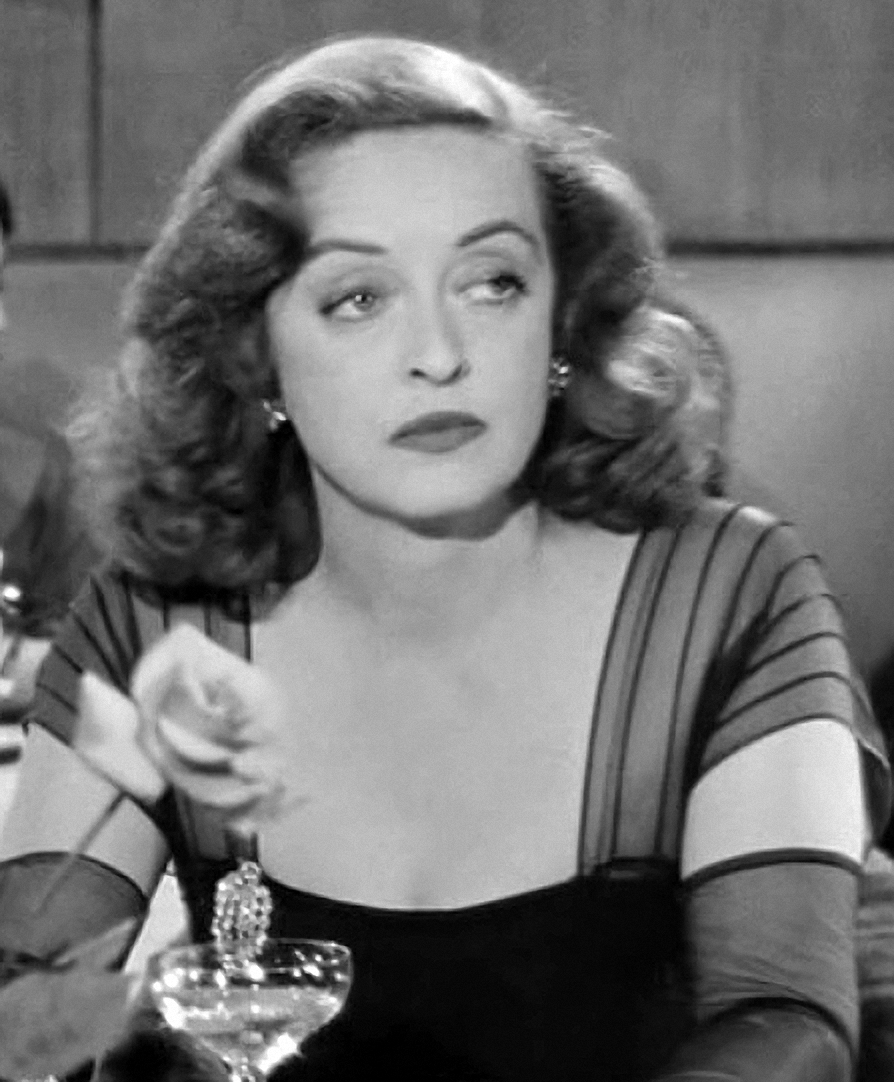
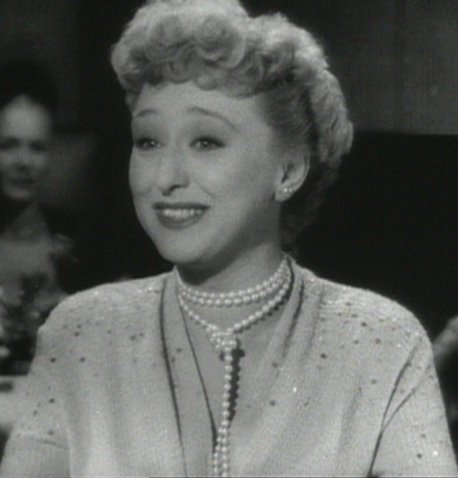
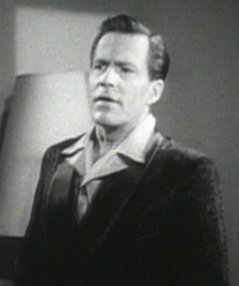

## У ролях
- Бетт Девіс — Марго Ченнінг
- Енн Бакстер — Єва Гаррінгтон
- Джордж Сандерс — Едісон Девіт
- Селеста Голм — Карен
- Гері Меррілл — Білл Сімпсон
- Гью Марлоу — Лойд Річардс
- Грегорі Ратофф — Макс Фабіан
- Барбара Бейтс — Феба
- Мерилін Монро — міс Кассуел
- Телма Ріттер — Бірд
- Волтер Гемпден — літній актор